# 顕示比較優位
顕示比較優位（けんじひかくゆうい、英: Revealed comparative advantage）は、国際貿易のデータを基に国の産業の比較優位の程度を測る指標のこと。デヴィッド・リカードの比較優位の原理に基づいた指標である。英語の頭文字をとってRCAとも呼ばれる。ベラ・バラッサの1965年の論文で最初に用いられた指標であることから、バラッサ指数（英: The Balassa index）とも呼ばれる。

## 概要
国{\displaystyle c}の産業{\displaystyle i}の顕示比較優位は
{\displaystyle RCA_{ci}={\frac {E_{ci}/\sum _{k=1}^{I}E_{ck}}{\sum _{d=1}^{C}E_{di}/\sum _{k=1}^{I}\sum _{d=1}^{C}E_{dk}}}}
のように定義される。ただし、{\displaystyle E_{ci}}は国{\displaystyle c}の産業{\displaystyle i}からの輸出額、{\displaystyle I}は産業の数、{\displaystyle C}は国の数である。このように、顕示比較優位は、国{\displaystyle c}の総輸出額に占める産業{\displaystyle i}からの輸出額の比率{\displaystyle {\frac {E_{ci}}{\sum _{k=1}^{I}E_{ck}}}}を、それの全ての国における値{\displaystyle {\frac {\sum _{d=1}^{C}E_{di}}{\sum _{k=1}^{I}\sum _{d=1}^{C}E_{dk}}}}で割ったものである。
- {\displaystyle RCA_{ci}>1}であるとき、国{\displaystyle c}は産業{\displaystyle i}に比較優位があると解釈する。
- {\displaystyle RCA_{ci}<1}であるとき、国{\displaystyle c}は産業{\displaystyle i}に比較優位がないと解釈する。

経済ベース分析の概念を貿易の文脈で応用したものであると言える。

## 例
2010年のデータによると、大豆の世界全体における輸出額は420億ドルで、世界の総輸出額の0.35%を占めた。ブラジルの総輸出額は1400億ドルで、大豆の輸出額は約110億ドルであった。つまり、ブラジルの総輸出に占める大豆の輸出のシェアは7.9%であった。このとき、7.9/0.35 = 22であるので、ブラジルは世界平均に比べて22倍多くのシェアの大豆を輸出していると言える。このとき、ブラジルは大豆に比較優位があると言う。

## 応用例
以下のような応用例がある。
- ベラ・バラッサとマーカス・ノーランドの1989年の論文では、1967-1983年の日本とアメリカの20産業について顕示比較優位が計算されている[2]。そして、日本は非熟練労働集約的な産業から人的資本集約的な産業に比較優位がシフトしていること、アメリカでは資源産業の比較優位が強くなっていることが示されている[2]。
- 顕示比較優位の指標をトルコからEUへの輸出データに適用して、比較優位の程度を計算している論文がある[3]。
- NAFTAによるメキシコからアメリカへの輸出の増加がアメリカの労働市場に与えた影響を検証した論文では、輸入競争変数に顕示比較優位の変数が反映されている[4]。
- カナダの国内貿易からの利益を推定した論文では、カナダの各州の比較優位のパターンを調べるために顕示比較優位が計算されている[5]。

なお、世界銀行のWITSデータベースは各国・各産業の顕示比較優位のデータを提供している。

## 問題点
ベラ・バラッサの顕示比較優位では、それぞれの国や産業の特性が考慮されていない。そこで、輸出国-輸入国-品目レベルのパネルデータを用いて、左辺の貿易額の自然対数地、右辺に「輸出国-輸入国固定効果」と「輸出国-品目固定効果」と「輸入国-品目固定効果」が入った回帰式を推定し、exp(輸出国-輸入国固定効果) を顕示比較優位として解釈する方法が提案されている。また、ベラ・バラッサの顕示比較優位は序数的特性や基数的特性がないことも指摘されており、財、国、時間を通じて比較可能な標準化顕示比較優位（英: The normalized revealed comparative advantage）という指標が提案されている。